# Abbazia di Sant'Andrea in Flumine
L'abbazia di Sant'Andrea in Flumine è un complesso monastico già benedettino, situato presso Ponzano Romano, all'interno del comune di Ponzano Romano, nell'area metropolitana di Roma.

## Descrizione
La chiesa sarebbe stata fondata nel VI secolo da Galla figlia di Simmaco, il patrizio ucciso per ordine di Teodorico di cui era stato consigliere. Il monastero sarebbe stato edificato nell'VIII secolo da Carlomanno, fratello di Pipino il Breve, e dal monaco del Soratte, ove si era rifugiato dopo aver abbandonato la vita politica.
Sicuramente, dall'VIII secolo i benedettini avviarono un’opera di rinnovamento e valorizzazione del territorio agricolo, rendendo il loro insediamento, in posizione strategica, un punto di riferimento produttivo agevolato dalla presenza di uno scalo fluviale - ora totalmente inagibile - che fece del sito un importante snodo per il controllo dei traffici con la città di Roma.
Nel IX secolo, Sant'Andrea era una delle abbazie imperiali insieme a Santa Maria di Farfa, San Salvatore Maggiore di Rieti e Montecassino.
Nel IX secolo il monastero subì forti danni in seguito alle incursioni saracene e, successivamente, nel 946, fu fortificato con la costruzione delle mura di cinta e di tre torri di difesa, ad opera di Alberico II, una delle quali fu trasformata, all'inizio del XIII secolo, in torre campanaria; il tracciato delle mura è ancora visibile.
Nel 1074, il complesso monastico, insieme ad altre chiese, cenobi, castelli e borghi, divenne proprietà dell'Abbazia di San Paolo fuori le Mura di Roma, a cui tornò dopo un periodo di tempo dal 1285 al 1443, durante il quale fu amministrata da abati commendatari.
Dal 1546 fu di nuovo sottoposta al regime della commenda dei Farnese, finché, dopo un nuovo periodo di autonomia nel XVII secolo, iniziò una fase irreversibile di profonda crisi economica e spirituale del monastero.
Tra la fine del XVIII e l'inizio del XIX secolo, a seguito della soppressione di alcuni ordini religiosi e monasteri, l'abbazia divenne fattoria: il degrado e l'incuria provocarono il crollo delle volte di vari ambienti del cenobio, in parte adibiti a stalla.
Nel 1959 fu sottoposta ad un primo restauro che salvò la chiesa ed in minima parte le antiche strutture in gran parte crollate.
L'intero complesso monumentale è stato restaurato in occasione del Giubileo del 2000; i lavori sono terminati nel 2004.
L'abbazia attualmente è sede dell’International Institute of Communication Onlus, ente di formazione che promuove le attività culturali del territorio